# Fakhr-ad-Din Màjid
Fakhr-ad-Din Màjid (vers 1370-1409) fou un visir de l'Egipte mameluc.
Va ocupar diversos llocs administratius a l'ombra del seu germà Sad-ad-Din Ibrahim ibn Abd-ar-Razzaq, conegut com a Ibn Ghurab, de manera que quan aquest va controlador l'exèrcit el va fer nomenar visir. Però a la mort del sultà Barquq, el 20 de juny de 1399, van esclatar diferències entre els mamelucs, i Fakhr-ad-Din i Sad-ad-Din foren revocats dels seus càrrecs i empresonats. Foren alliberats el 1400 i restablerts als seus càrrecs tot i que per pocs temps i van haver d'acabar fugint del Caire. Quan el seu germà va tornar a ocupar càrrecs importants, va estar al seu costat.
Va morir el 1409.